# Hackneyed
Gli Hackneyed sono un gruppo musicale tedesco death metal fondato nel 2006.

## Storia
Il loro primo lavoro fu Death Prevails, uscito nel 2008, seguito nel 2009 da Burn After Reaping; entrambi pubblicati sotto l'etichetta Nuclear Blast.
Con un'età media di 16 anni (con un membro, il chitarrista, di soli 14 anni) all'epoca fu la più giovane band sotto contratto per la prestigiosa etichetta.
Il loro stile musicale veniva definito come un death metal estremo influenzato da gruppi come Cannibal Corpse e Decapitated.
Il 6 gennaio 2016, tramite un post su Facebook, il gruppo dichiarò lo scioglimento, seguito da alcune ultime date, come la partecipazione al Rockharz Open Air.

## Formazione
- Tini – basso
- Devin – chitarra
- Juan – chitarra
- Phil – voce
- Tim – batteria

## Discografia

### Album in studio
- 2008 – Death Prevails  (Nuclear Blast)
- 2009 – Burn After Reaping  (Nuclear Blast)
- 2011 – Carnival Cadavre (Lifeforce Records)
- 2015 – Inhabitants of Carcosa (CoMa Tone Records)